# Łukawiec (rejon wilejski)
Łukawiec (biał. Лукавец; ros. Луковец) – agromiasteczko na Białorusi, w obwodzie mińskim, w rejonie wilejskim, w sielsowiecie Chocieńczyce.

## Historia
W czasach zaborów w gminie Chocieńczyce, w powiecie wilejskim, w guberni wileńskiej Imperium Rosyjskiego.
W latach 1921–1945 folwark a następnie majątek leżał w Polsce, w województwie wileńskim, w powiecie wilejskim, w gminie Chocieńczyce.
Według Powszechnego Spisu Ludności z 1921 roku zamieszkiwało tu 95 osób, 59 było wyznania rzymskokatolickiego, 35 prawosławnego a 1 ewangelickiego. Jednocześnie 61 mieszkańców zadeklarowało polską a 34 białoruską przynależność narodową. Było tu 7 budynków mieszkalnych. W 1931 w 8 domach zamieszkiwało 97 osób.
Wierni należeli do parafii rzymskokatolickiej w Ilii i prawosławnej w Chocieńczycach. Miejscowość podlegała pod Sąd Grodzki w Ilji i Okręgowy w Wilnie; właściwy urząd pocztowy mieścił się w Chocieńczycach.
W wyniku napaści ZSRR na Polskę we wrześniu 1939 miejscowość znalazła się pod okupacją sowiecką. 2 listopada została włączona do Białoruskiej SRR. Od czerwca 1941 roku pod okupacją niemiecką. W 1944 miejscowość została ponownie zajęta przez wojska sowieckie i włączona do Białoruskiej SRR.
Od 1991 w składzie niepodległej Białorusi.

## Parafia rzymskokatolicka
Kościół w Łukawcu jest wzmiankowany w 1769 r. Parafia Świętych Apostołów Piotra i Pawła powstała w 1999 r. Wchodzi w skład dekanatu wilejskiego archidiecezji mińsko-mohylewskiej. Nabożeństwa odbywają się w tymczasowej kaplicy. Budynek wybudowano w latach 50. XX w. jako przedszkole. 

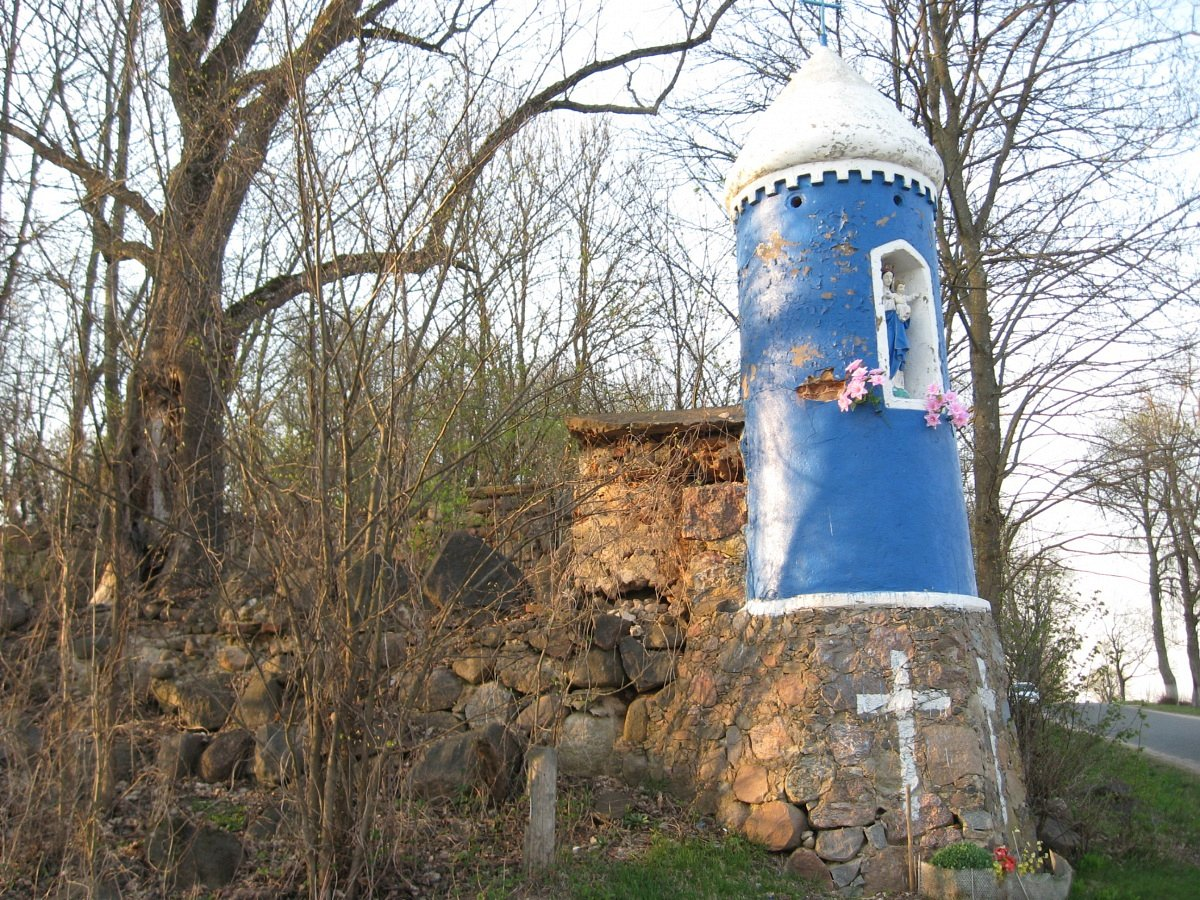
Siedziba Borowskich. Kaplica
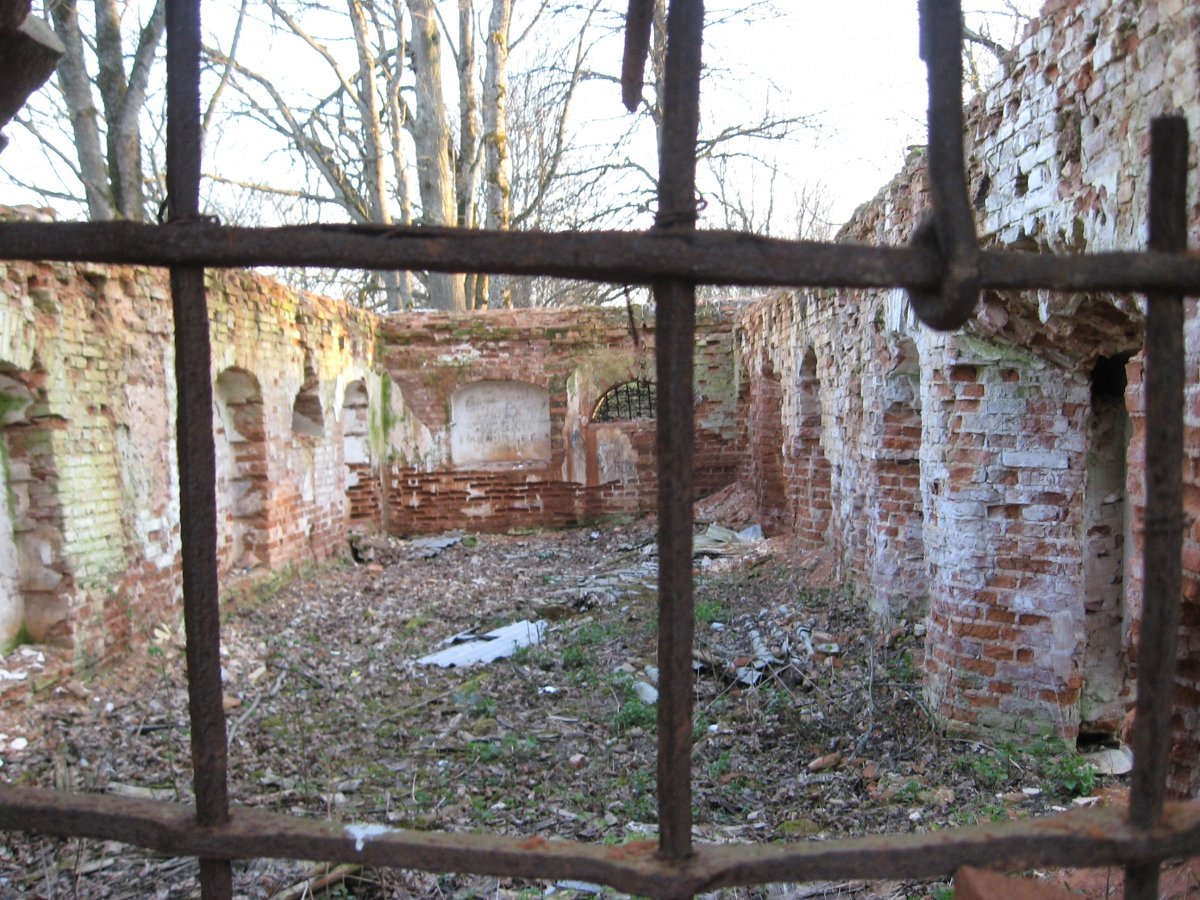
Siedziba Borowskich.
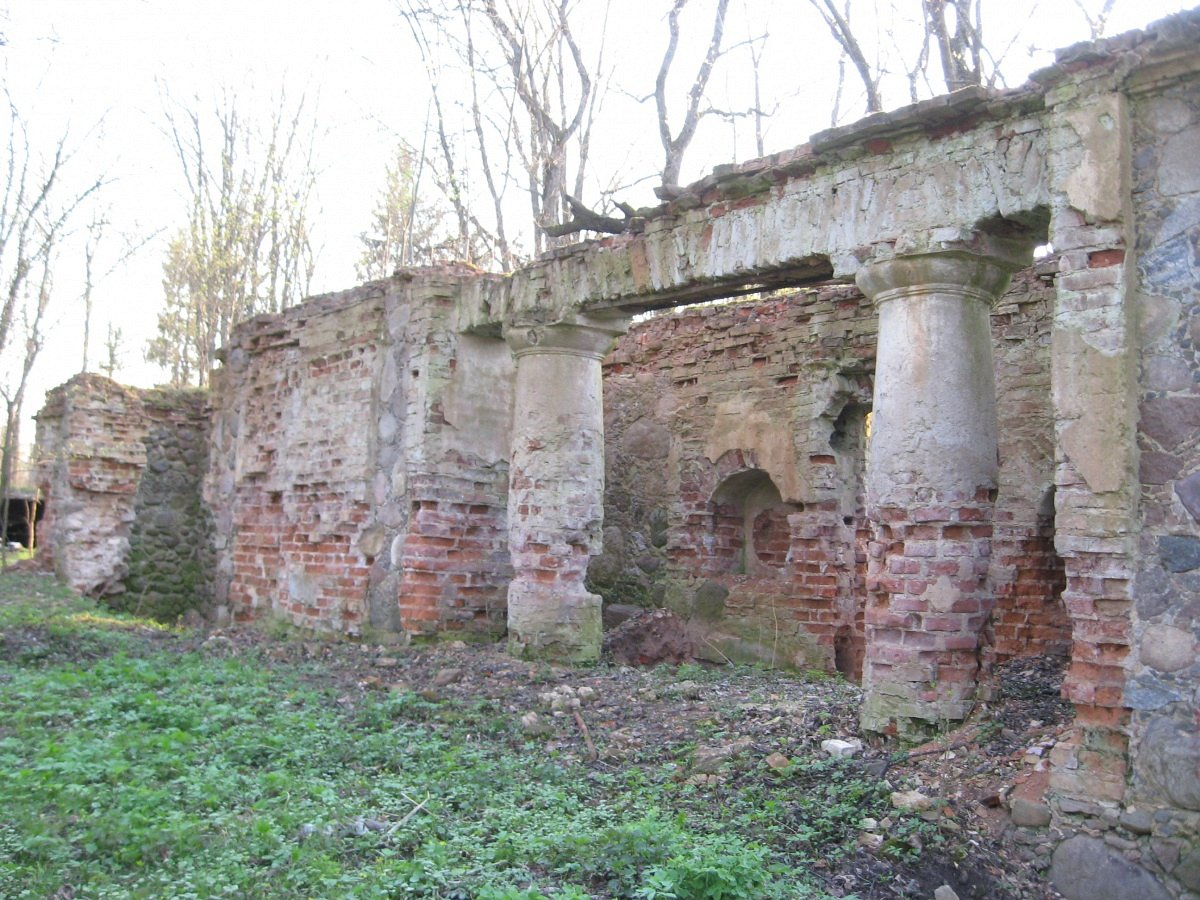
Siedziba Borowskich.